# くり (タレント)
くり（1981年8月4日-）は、フリーの男性タレント・パチスロライター。元お笑い芸人。

## 略歴・人物
北海道旭川市出身。身長170cm、体重70kg。血液型:O型。
2000年にNSCの東京校（6期生）に入学し、幼稚園からの幼馴染の安村昇剛（現 とにかく明るい安村）とお笑いコンビ・アームストロングを結成。お笑い芸人として活動としていたが、2014年4月にアームストロングを解散。
解散後は吉本を辞め、芸名を「くり」と改めフリーのタレント（“大衆娯楽タレント”と称している）となり、パチンコ・パチスロ関連の番組やネット動画を中心に活動。元々パチスロ好きで、芸人時代からパチスロ関連の仕事をしていたことで知り合ったパチスロ関係者からの後押しもあって転身を決意した。
『パチスロ必勝本』の紙面にも登場し、当初は文章を書いているわけではないのでライターではないとしていたが、後にパチスロライターとしても活動している。
桑田佳祐、BOØWYの大ファン。トータルテンボスの草野球チーム「アフロモンキーズ」に所属。2010年に発売された『マンスリーよしもとPLUS』に「もっとも帽子が似合う芸人」で1位に選ばれた。
自身のYouTubeチャンネルでの生配信中に「2021年12月に入籍しました」と発表。

## 主な出演番組
現在放送中
- どうにか貧乏家族（2017年7月 - 、パチ・スロ サイトセブンTV） - レギュラー
- パチスロバトルリーグS（2017年10月 - 、パチ・スロ サイトセブンTV） - 準レギュラー

過去の出演
- どっちがスキ de SHOW（2012年7月1日,9月28日,2013年10月 - 2014年4月、パチンコ★パチスロTV!） - 芸人時代にピンで出演
- ういちとヒカルのおもスロい人々 #103,#104（2014年、パチ・スロ サイトセブンTV）
- 青山りょうの優しく拭いて #5,#21（2015年,2016年、パチンコ★パチスロTV!）
- 魚拓と成瀬のツキとGとスッポンぽん theゴールデン! マジでレギュラー欲しいやつ、かかってこいやSP!（2015年12月31日、パチ・スロ サイトセブンTV）
- ガチスポ! 〜ツキスポ出演権争奪ガチバトル〜（2016年5月 - 2017年8月、パチ・スロ サイトセブンTV） - 準レギュラー
- なるみん・つる子のTry To You #1,#2（2017年5月、パチンコ★パチスロTV!）
- 激闘アルティメットバトル のるかそるか（2017年7月 - 2018年6月、パチ・スロ サイトセブンTV） - レギュラー
- 木村魚拓の窓際の向こうに （パチンコ★パチスロTV!） - 2014年から年1回で行われた企画「窓際びんびん物語」に出演
- ヤンキーララバイ（2019年7月 - 2024年3月、パチンコ★パチスロTV!） - レギュラー